# 古峯神社
古峯神社（ふるみねじんじゃ）は、栃木県鹿沼市草久（くさぎゅう）にある神社。祭神は日本武尊。天狗が祭神の使いとされ、「天狗の社」としても知られる。神仏習合の時代には日光修験の道場であり、火伏や豊作・村内安全の神として庶民の崇敬を集めるなど、古峯信仰（ふるみねしんこう）の中心となった。
神社が鎮座する大芦川源流一帯は古峯ヶ原（こぶがはら）と呼ばれる。「こみねさん」「こぶがはらさま」とも呼称され、また「古峰」とも表記される。東日本を中心に、崇敬者による「古峰ヶ原（こぶがはら）講」「古峯講」などの講が活動している。

## 祭神
- 日本武尊[3]

## 由緒・歴史
創祀年代は不明。神社公式ウェブサイト（2021年閲覧）によれば、創建は「今を去る1300余年の昔」という。『下野神社沿革史』（明治35年＝1902年）に載せる社伝によれば、藤原隼人という人物が京都より当地に移って邸内に日本武尊を祀ったのが神社の創建とされており、この隼人が石原を家名として祠官石原家の祖先になったという。隼人は日本武尊に仕えた家臣であったともいう伝承もある。日本武尊が東征の折に着用した服の片袖を神体にしていたというが、明治期にはすでに失われ、口承のみになっている。
日光山開山の祖である勝道上人は、古峯ヶ原深山巴の宿で3年間の修行ののちに天応2年（782年）に男体山に登ったとされる。これにより「日光発祥の地」とも呼ばれるといい、山岳信仰の霊地であった。
この由緒に基づき、神仏が習合していた時代には、日光全山26院80坊の僧侶（日光修験）は古峯ヶ原で修業をするならわしであり、「華供峯」は日光入峯の重要な修行であった。『下野神社沿革史』によれば、日光へ赴く修行僧が石原家に投宿して雪中の案内を行い、以後恒例となった。日光にあった金剛童子の像を日本武尊とともに祀り、金剛峯権現（こんごうみねごんげん）と呼んだという。
明治初年の神仏分離に伴って仏具は撤去され（金剛童子像は日光に還仏したという）、祖先石原隼人が祀った日本武尊のみを祭神として「古峯神社」と号したという。1966年（昭和41年）に古峯神社と日光山興雲律院の共催により、華供峯が「巴祭」として復興されている。

## 信仰

### 古峯信仰

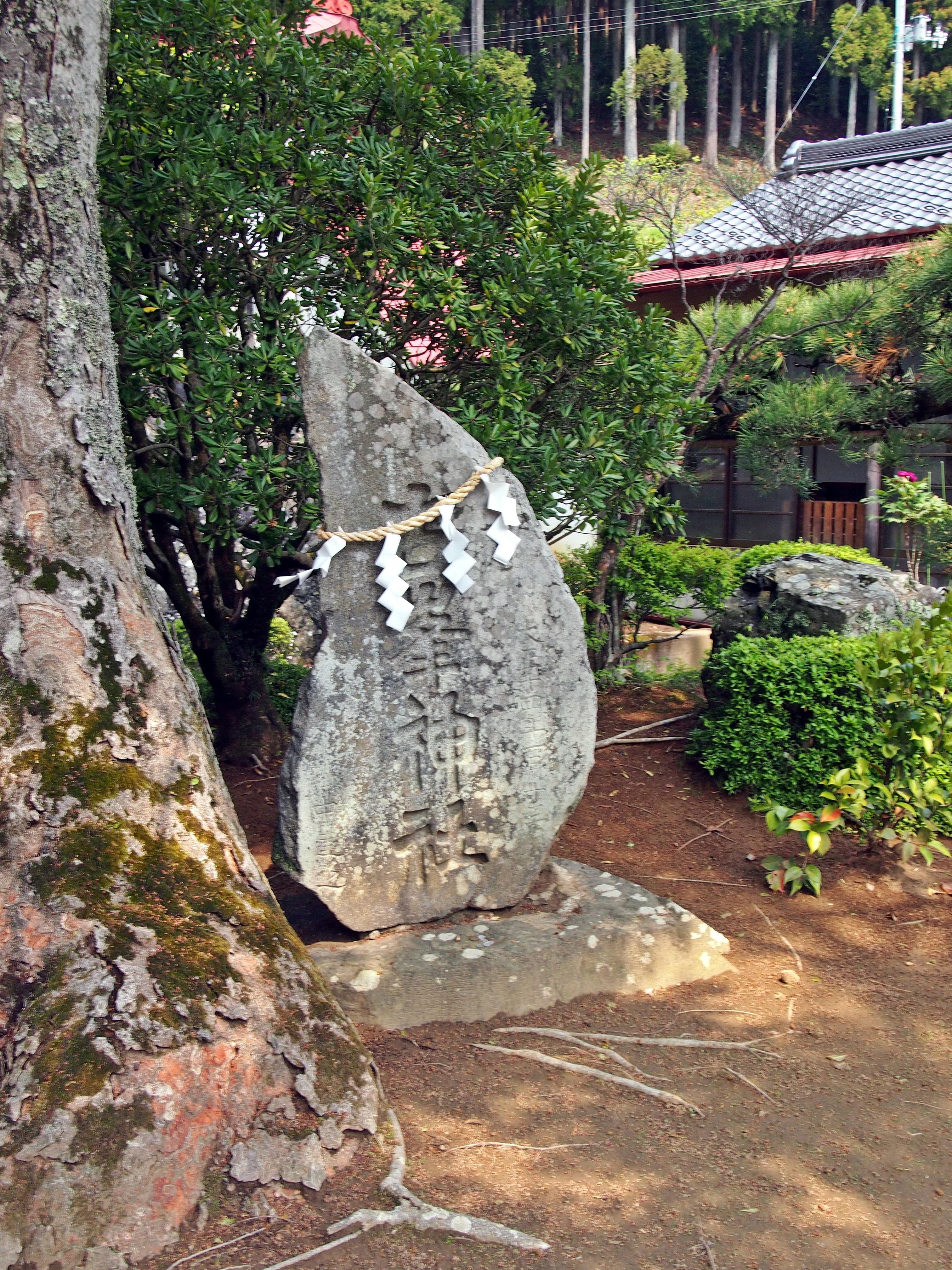
宮城県岩沼市の金蛇水神社境内にある古峯神社の石祠

火伏（火防）の神として知られるほか、豊作、家内安全、村内安全などの神として尊崇を集める。
『下野神社沿革史』が載せる神社の縁起によれば、建久年間（1190年 - 1199年）に那須郡のある村で雀による稲への害が著しかった際、村の老人の夢に白衣の翁が現れ、古峯の大神に祈請せよと告げた。村の代表者が参詣して神符を持ち帰るとたちまち災いは消滅した、と伝えており、霊験あらたかな神とされた。
「古峰ヶ原講」や「古峯講」などと呼ばれる講が近世に組織され、現代でも活動している。講中の数は公式サイトによれば「全国に約2万」、民俗学者の調査によれば2003年時点で東北から関東甲信越地方に2900講あまりがあるという。
福島県郡山市湖南町の事例（2009年の報告）によれば、集落ごとに古峰ヶ原講が編成されており（17の講が活動しているという）、基本的には集落の全戸が加入している。集落内に古峯神社の石塔を建立しており、抽選によって2名から5名程度の代参者を出している。現代では地元の観光バス会社が代参バスツアーを提供しており、地域の講が合同で参詣しているという。なお、集落によっては古峰ヶ原講とともに成田講が組織されていたり、愛宕信仰に由来する別火講がともに行われていたりする。

### 天狗
天狗は、祭神の使いとされ、崇敬者に災難が降りかかった際には飛翔して災難を取り除くとされる。崇敬者からは心願成就の際に天狗の面や扁額・威儀物が奉納される。

## 古峯園

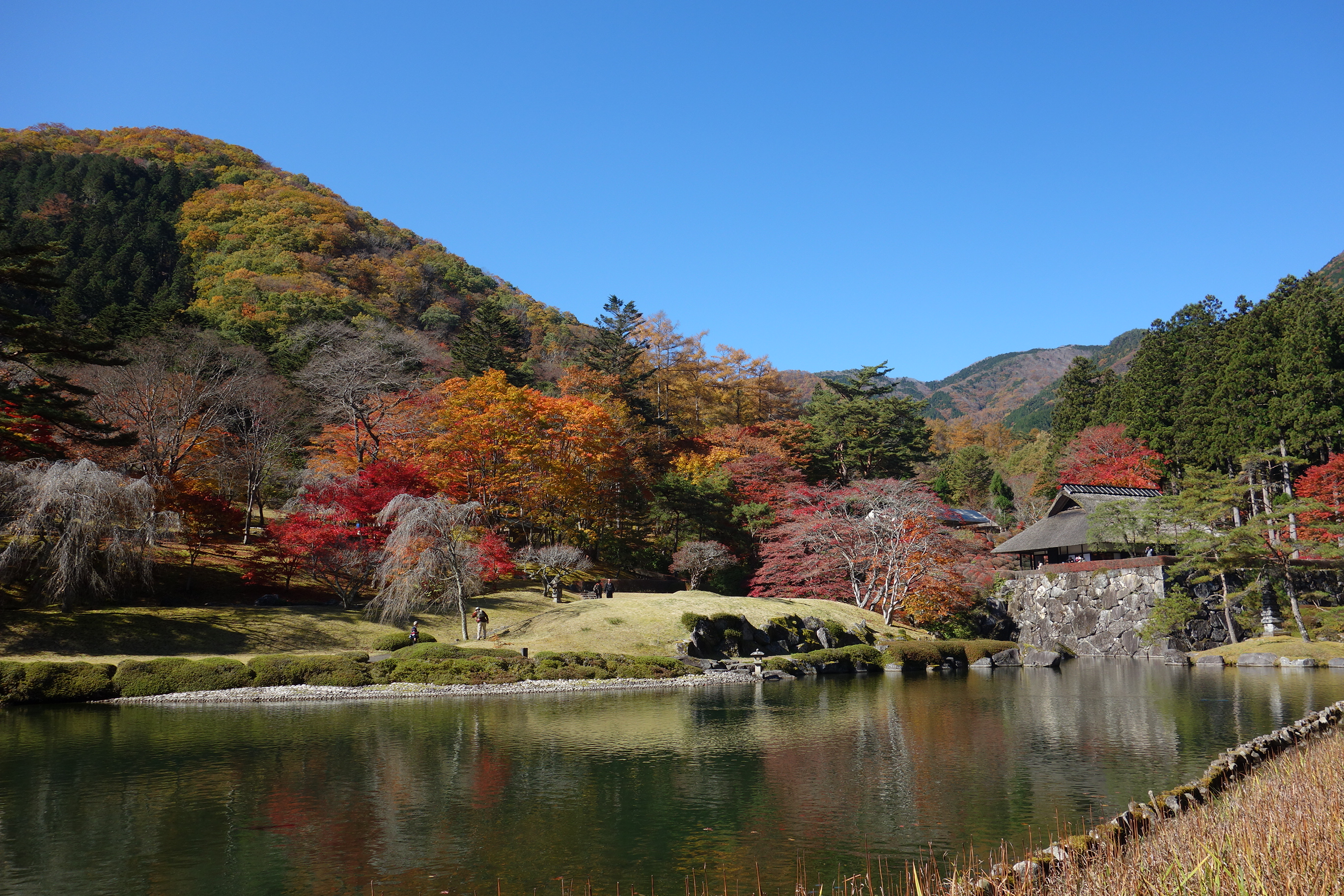
古峯園

広大な境内の中には、日本庭園「古峯園（こほうえん）」がある。岩城亘太郎の作庭によるもの。

## 備考
- 明治期に、神社の敷地に隣接して射撃場が造られた（石原敬士の祖父に当たる人物による）[10]。石原重殷（しげたか、第83代宮司）、石原敬士（第84代宮司）、石原奈央子（英語版）はクレー射撃選手である（石原敬士 (射撃選手)の項参照）。